# Gisela Richter-Thiele
Gisela Richter-Thiele (* 9. November 1916 in Leipzig; † 2. September 2000 ebenda) war eine deutsche Bildhauerin.

## Leben und Werk
Gisela Richter-Thiele war die Tochter des Bildhauers Alfred Thiele, bei dem sie auch 1933 bis 1939 an der Kunstgewerbeschule Leipzig studierte. Dabei lernte sie den Bildhauer Johannes Richter (1911–1944) kennen, den sie nach Abschluss ihres Studiums heiratete.
Gisela Richter-Thiele arbeitete seit dem Ende des Studiums in Leipzig als freischaffende Bildhauerin. Sie war eine bedeutende Vertreterin der Leipziger Bildhauerschule. Insbesondere schuf sie figürliche Plastiken, wobei die menschliche, vor allem die weibliche Figur, dominiert.
In der Zeit des Nationalsozialismus war Gisela Richter-Thiele Mitglied der Reichskammer der bildenden Künste.
Nach dem Ende des Zweiten Weltkriegs erhielt sie in Leipzig im Zuge des Wieder- und Neuaufbaus der zerstörten Stadt eine Anzahl von Aufträgen für Werke im öffentlichen Raum, vor allem Skulpturen und szenische Reliefs an und in Gebäuden Der größte Teil dieser Arbeiten existiert nicht mehr oder ist nicht mehr zugänglich.
Gisela Richter-Thiele war seit 1952 Mitglied des Verbands Bildender Künstler der DDR. Sie erhielt 1967 den Kunstpreis der Stadt Leipzig.

## Werke (Auswahl)

### Skulpturen (Auswahl)
- Mädchen mit Gänsen (Brunnenfiguren, Entwurf 1942 auf der Großen Leipziger Kunstausstellung)

- Lebensfreude (Frauen-Skulptur, Metall; 1942 auf der Großen Deutsche Kunstausstellung von Martin Bormann erworben)[1]
- Watussirind (Metall; 1942 auf der Große Deutsche Kunstausstellung von Bormann erworben)[2]
- Frühling (Frauen-Skulptur, Metall; 1943 auf der Große Deutsche Kunstausstellung von Bormann erworben)[3]

- Frau mit Korb (Bronze, 1948; auf der 2. Deutschen Kunstausstellung)[4]
- Laufender Frauenakt (Bronze, 1952)[5][6]
- Mädchen am Geländer (Bronze; 1957; Lindenau-Museum Altenburg/Thüringen)[7]
- Nach dem Bade (Gips, 1958; auf der Vierten Deutschen Kunstausstellung)[8]
- Zirkusclown (Gips, 1967; auf der VI. Deutschen Kunstausstellung)[9]
- Porträt F. (Zement, 1964; auf der VI. Deutschen Kunstausstellung)[10]

### Werke im öffentlichen Raum (Auswahl)
- Schwanengruppe (Springbrunnen am Leipziger Georgiring; Bronze, 1963)[11]

## Ausstellungen (unvollständig)

### Sicher belegte Teilnahme an Ausstellungen in der Zeit des Nationalsozialismus
- 1941, 1942 und 1943: Leipzig, Museum der bildenden Künste, Große Leipziger Kunstausstellung
- 1942, 1943 und 1944: München, Große Deutsche Kunstausstellung

### Einzelausstellungen
- 1981/1982 Leipzig, Museum der bildenden Künste
- 1982 Leipzig, Galerie Wort und Werk (mit Ulrich Hachulla)

### Teilnahme an Ausstellungen in der Sowjetischen Besatzungszone bzw. der DDR
- 1947: Leipzig, Museum der bildenden Künste („Malerei der Gegenwart“)[12]
- 1948: Leipzig, Museum der bildenden Künste („Leipziger Kunstausstellung 1948“)[13]
- 1949, 1958 und 1967/1968. Dresden, 2., Vierte und VI. Deutsche Kunstausstellung